# Strobilanthes zenkerianus
Strobilanthes zenkerianus är en akantusväxtart som beskrevs av T. Anders.. Strobilanthes zenkerianus ingår i släktet Strobilanthes och familjen akantusväxter. Inga underarter finns listade i Catalogue of Life.